# Андреа Фишбахер
Андреа Фишбахер (Шварцах им Понгау, 14. октобар 1985) аустријска је алпска скијашица. Такмичи се у свим дисциплинама алпског скијања.
У јуниорској конкуренцији учествовала је на три Светска првенства за јуниоре. На првенствима у Марибору Словенија 2004. и
Бардонекији Италија 2005. освајала је златне медаље у супервелеслалому.
На Светском првенству 2009. у Вал д'Изеру освојила је бронзану медаљу у супервелеслалому.
Најбољи резултат у генералном пласману Светског купа који је остварила је било 7. место. На победничком постољу била је шест пута од тога једном као победница трке у супервелеслалому 10. фебруара 2008. на такмичењу у Сестријереу Италија

## Резултати Андрее Фишбахер

### Светска првенства
| Дисциплина / Такмичење | Француска 2003. (јуниори) | Марибор 2004. (јуниори) | Бардонекија 2005. (јуниори) | Бормио 2005. | Вал д'Изер 2009. |
| ---------------------- | ------------------------- | ----------------------- | --------------------------- | ------------ | ---------------- |
| Спуст                  | 14                        | 14                      |                             |              |                  |
| Слалом                 | Ab.                       | 23                      |                             |              |                  |
| Велеслалом             | 8                         | 10                      | Ab.                         |              |                  |
| Супервелеслалом        | Ab.                       | 1                       | 1                           | 7            | 3                |
| Комбинација            |                           | 7                       |                             |              |                  |

### Резултати уСветском купу
| Година/Пласман | Година/Пласман | Генерално | Генерално | Спуст   | Спуст  | Супервелеслалом | Супервелеслалом | Велеслалом | Велеслалом | Слалом  | Слалом | Комбинација | Комбинација |
| -------------- | -------------- | --------- | --------- | ------- | ------ | --------------- | --------------- | ---------- | ---------- | ------- | ------ | ----------- | ----------- |
| Година/Пласман | Година/Пласман | Пласман   | Бодови    | Пласман | Бодови | Пласман         | Бодови          | Пласман    | Бодови     | Пласман | Бодови | Пласман     | Бодови      |
| 2005.          | 2005.          | 68        | 65        | 47      | 11     | 47              | 29              | 50         | 7          | -       | -      | -           | -           |
| 2006.          | 2006.          | 15        | 507       | 36      | 40     | 7               | 231             | 14         | 170        | 34      | 24     | 10          | 42          |
| 2007.          | 2007.          | 13        | 488       | 11      | 205    | 8               | 158             | 18         | 86         | 39      | 26     | 35          | 13          |
| 2008.          | 2008.          | 20        | 360       | 25      | 99     | 12              | 198             | 27         | 26         | 52      | 2      | 21          | 32          |
| 2009.          | 2009.          | 10        | 697       | 2       | 326    | 8               | 197             | 14         | 147        | -       | -      | 20          | 27          |
| 2010.          | 2010.          | 10        | 486       | 15      | 113    | 5               | 239             | 17         | 112        | -       | -      | 20          | 22          |
| 2011.          | 2011.          | 14        | 483       | 11      | 175    | 13              | 111             | 13         | 134        | -       | -      | 15          | 48          |

### Победе у Светском купу по сезонама
3 победе (2 у спусту, 1 у супервелеслалому)
| Сезона   | Датум             | Место        | Трка            |
| -------- | ----------------- | ------------ | --------------- |
| 2007/08. | 10. фебруар 2008. | Сестријере   | Супервелеслалом |
| 2008/09. | 28 фебруар 2009.  | Банско       | Спуст           |
| 2013/14. | 2. март 2014.     | Кран Монтана | Спуст           |